# Old School Musical
Old School Musical est un jeu vidéo de rythme développé par le studio La Moutarde et édité par Dear Villagers. Il est sorti le 13 septembre 2018 sur PC et Nintendo Switch.

## Histoire
Tib et Rob vivent sur une île avec leur mère Big Mama. Cette dernière leur fait subir un entrainement difficile chaque jour afin qu'ils deviennent un jour des héros. Tib et Rob se sont promit qu'un jour, ils s'enfuiront de cette île ensemble et cette promesse se réalise le jour où Big Mama disparait et que d'étranges bugs paralysent leur monde. Ils partent donc trouver l'origine de ces bugs grâce à un portail les menant vers d'autres mondes. Ce voyage va les amener à visiter de nombreux mondes inspirés de jeux rétro tels que Mega Man, The Legend of Zelda, ou encore Metal Slug.
Après la fin de l'histoire, le joueur débloque le mode Chicken Republic ajoutant au jeu 50 niveaux dépourvus d'histoire.

## Système de jeu
Le joueur doit appuyer sur des touches au rythme des flèches apparaissant à l'écran. Les personnages de Tib et Rob se déplacent et agissent en même temps que le joueur accomplit le niveau, avançant dans le scénario.
Dans le mode Chicken Republic, des effets visuels tel que des zooms, changements de couleurs, distorsions, etc., augmentent la difficulté des niveaux,.

## Bande-originale
La bande-originale d'Old School Musical est composée de musiques chiptune et contient un grand nombre de bruits provenant directement d'anciennes consoles.
La majorité des musiques a été composée par Yponeko mais Dubmood, Hello World, Zabutom et LePlancton ont composé certaines musiques du jeu[source secondaire souhaitée].
Deux packs de cinq musiques ont été rajoutés aux jeux afin d'étoffer la bande-originale. Le premier s'intitule Toricity, sorti le 7 novembre 2019 et est entièrement composé par l'artiste japonaise TORIENA[source insuffisante]. Le deuxième, MV Expo, sorti le 25 juin 2020 est composé par l'artiste Xavier Dang, plus connu sous son pseudo de streaming Mister MV.